# Loxophlebia dorsilineata
Loxophlebia dorsilineata là một loài bướm đêm thuộc phân họ Arctiinae, họ Erebidae.